# Прибережні ліси Північної Каліфорнії
Прибережні ліси Північної Каліфорнії (ідентифікатор WWF: NA0519) — неарктичний екорегіон хвойних лісів помірної зони, розташований в Каліфорнії на заході США.

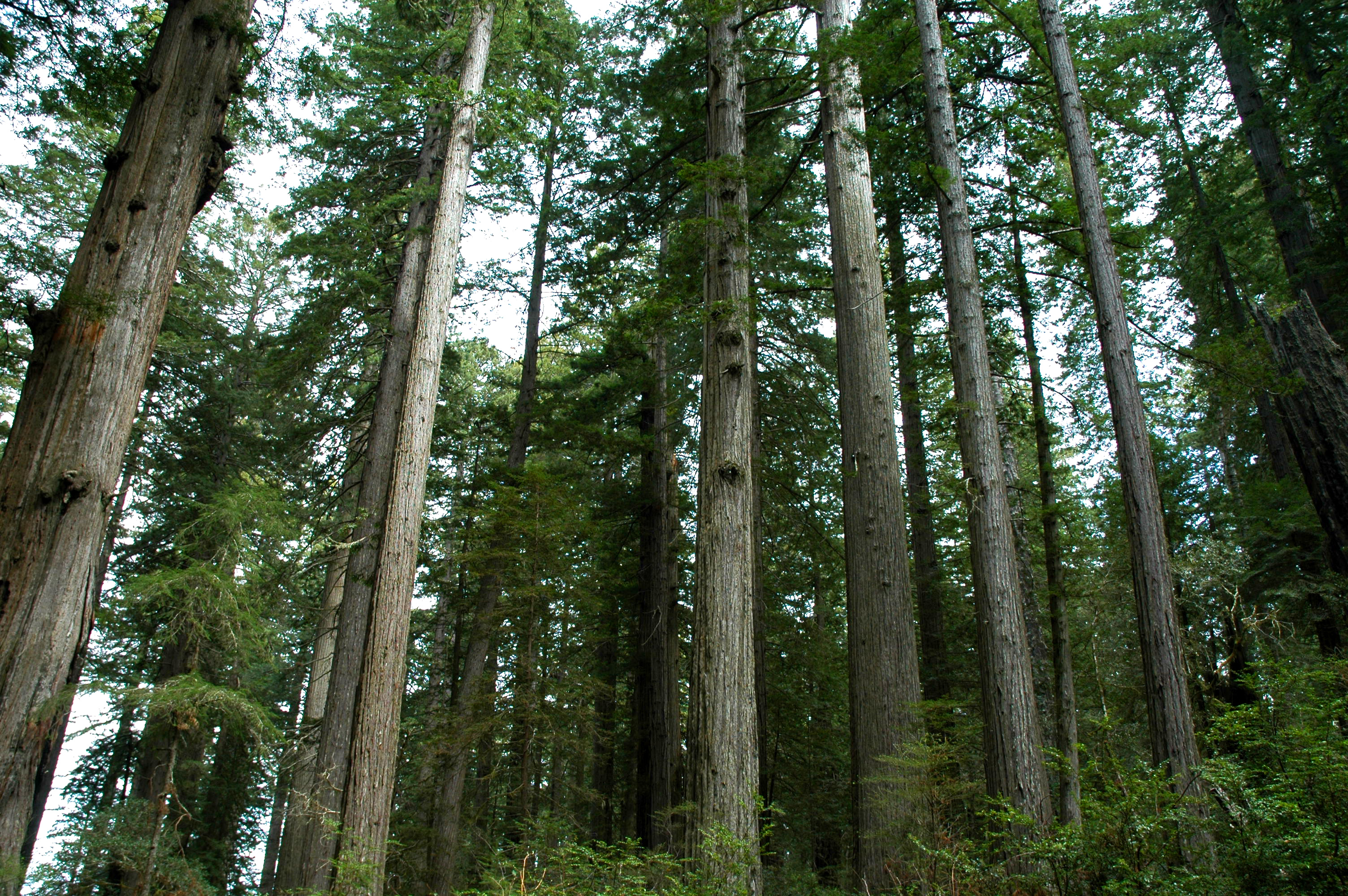
Секвоєвий ліс у Національному парку Редвуд

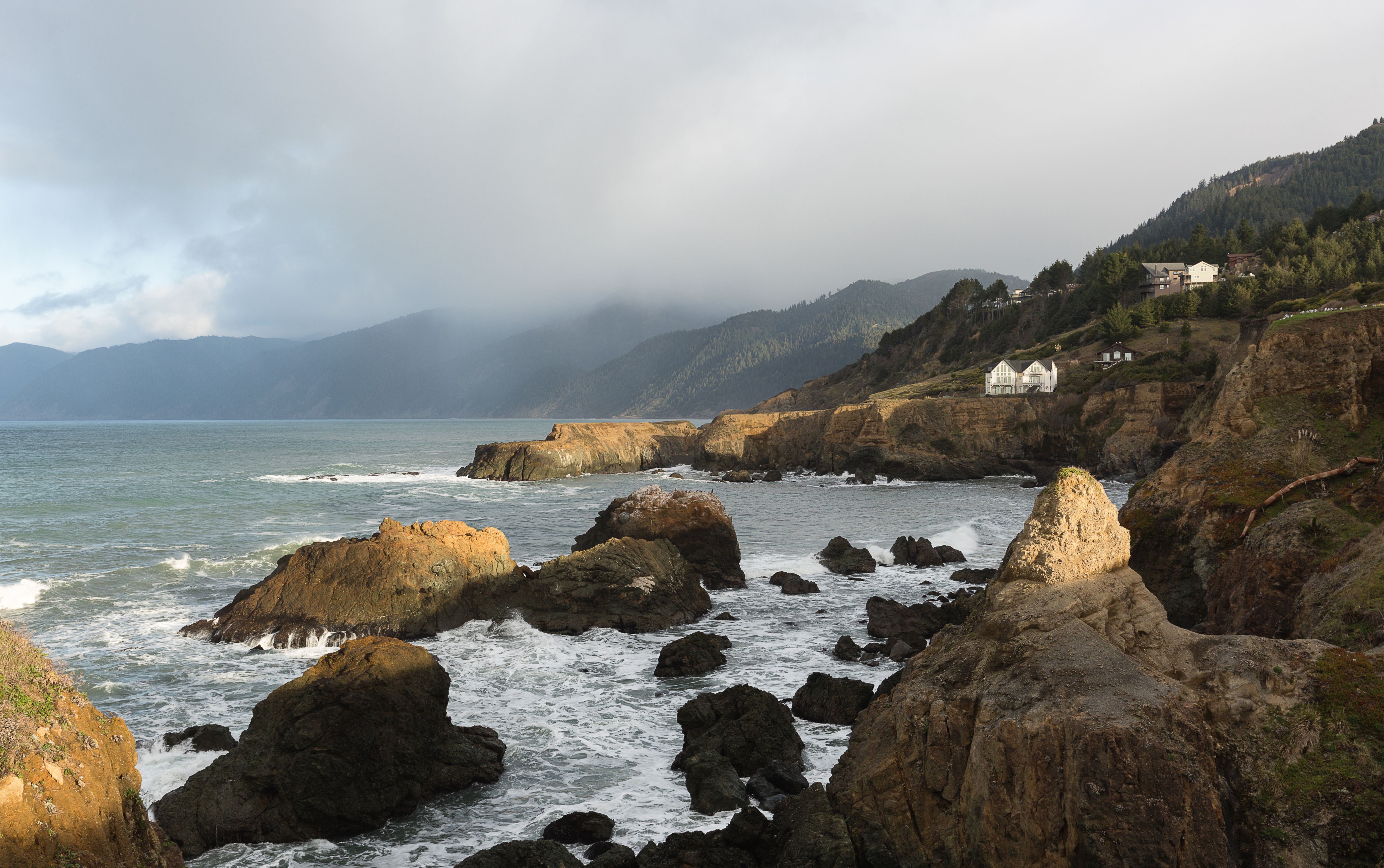
Скелясте узбережжя Каліфорнії

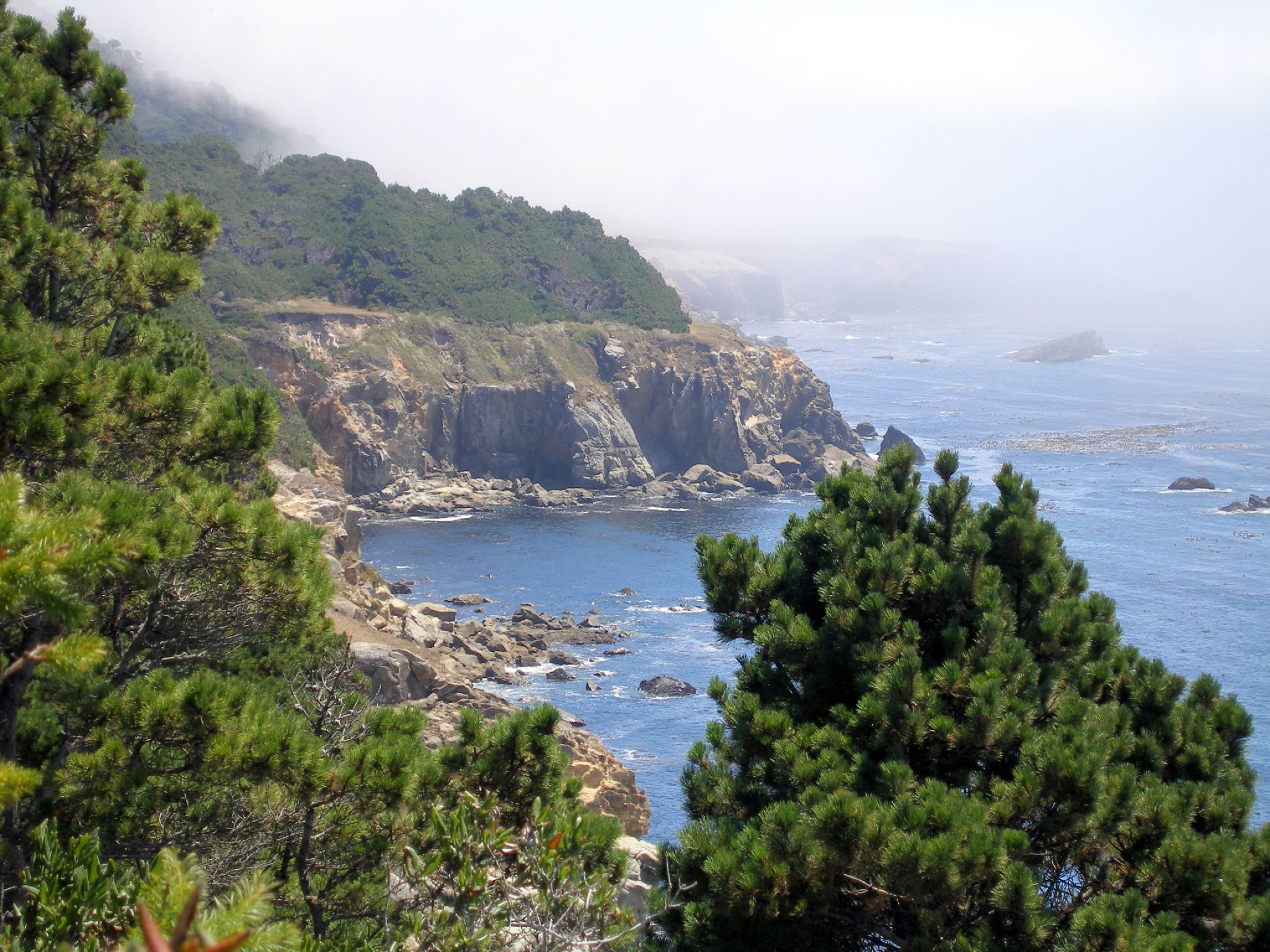
Єпископська сосна (Pinus muricata) в заповіднику Державний парк Салт-Пойнт

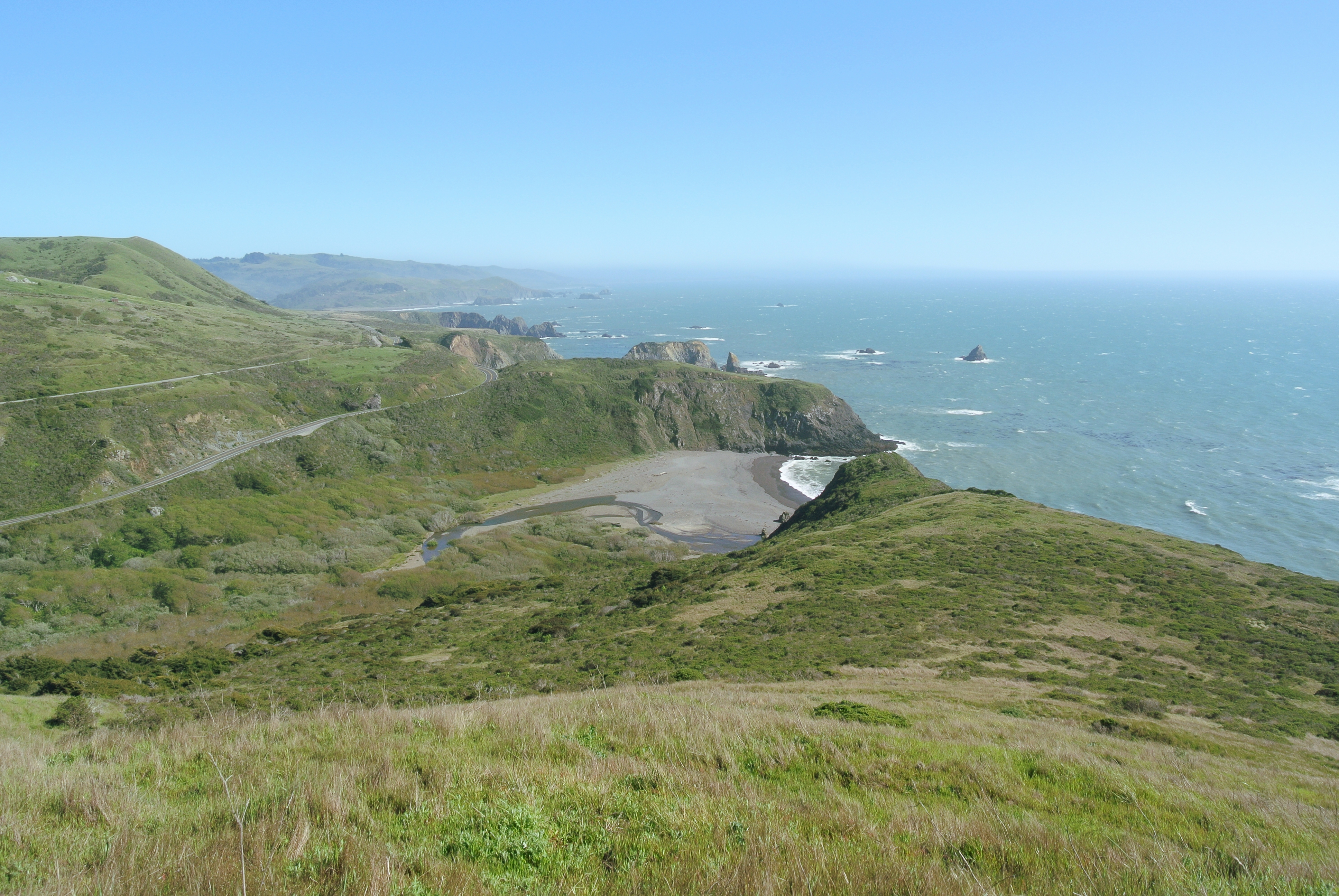
Прибережні прерії в околицях Дженнера

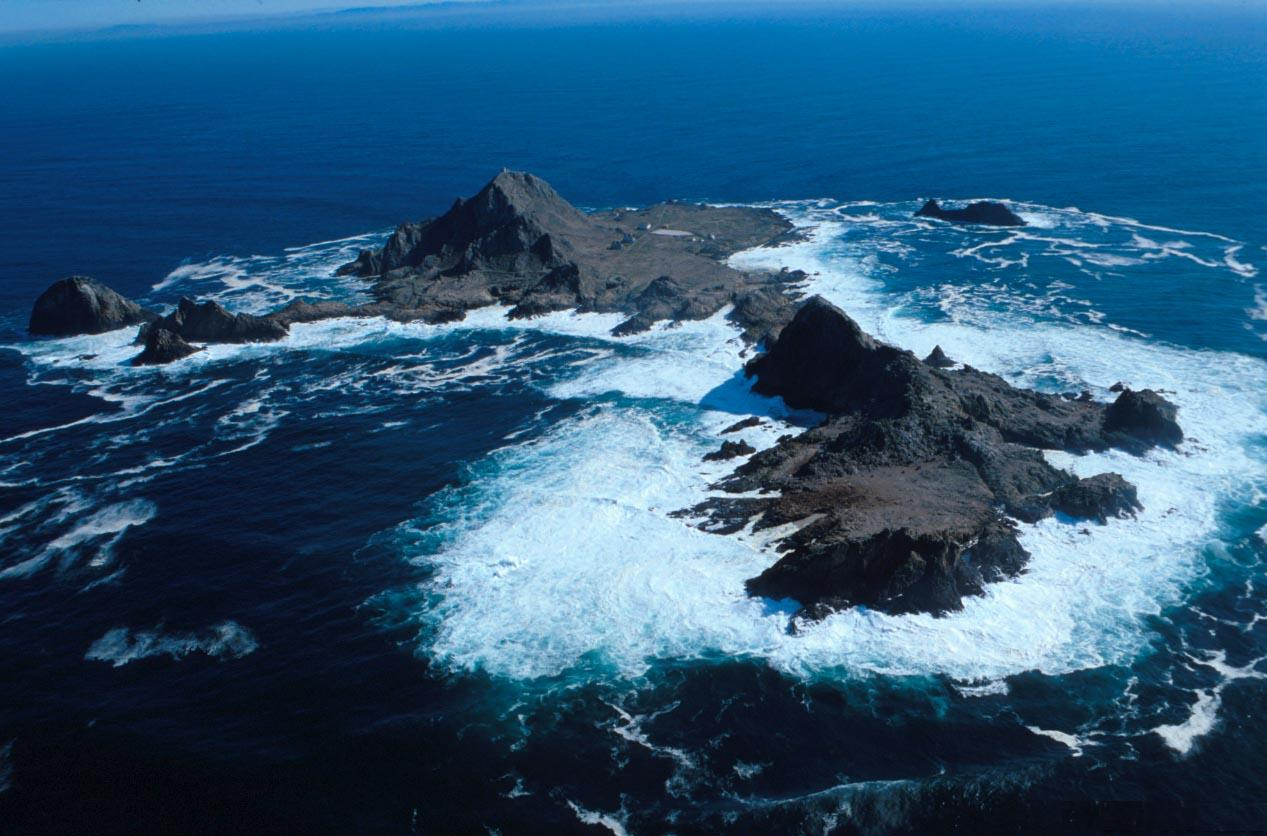
Острови Фараллон

## Географія
Екорегіон прибережних лісів Північної Каліфорнії простягається довгою, вузькою смугою вздовж узбережжя Тихого океану, від міста Брукінгс на крайньому південному заході Орегону на південь до околиць поселення Тімбер-Коув в Каліфорнії. Крім того, він охоплює мис Бодега-Хед, розташований на північ від затоки Бодега, півострів Пойнт-Реєс, відділений від континенту затоками Томалес та Болінас, а також південну частину півострова Сан-Франциско, розташованого на південь від затоки Сан-Франциско.
Ширина вузької смуги Північного узбережжя Каліфорнії становить в середньому 65 кілометрів, однак на півдні вона ще більш звужується. На узбережжі Тихого океану зустрічаються численні скелясті кліфи та миси, припливні басейни та естуарії річок. Уздовж узбережжя простягаються невисокі пагорби та гірські хребти, зокрема гори Королівського хребта, що лежать в регіоні Загубленого узбережжя на північному заході Каліфорнії, та гори Санта-Крус, розташовані на півострові Сан-Франциско. Каліфорнійські Прибережні хребти є частиною Берегових хребтів, які, у свою чергу, є найзахіднішою частиною Північноамериканських Кордильєр.
Через територію екорегіону, уздовж кордону між Тихоокеанською та Північноамериканською плитами, проходить тектонічний розлом Сан-Андреас. В районі найзахіднішого в Каліфорнії мису Мендосіно цей розлом переходить у Мендосінський трійник, де сходяться три літосферні плити — Тихоокеанська, Північноамериканська та плита Горда. Ця область є найбільш сейсмічно активною у континентальних США. Тут регулярно відбуваються сильні землетруси.
Екорегіон прибережних лісів Північної Каліфорнії є південним продовженням екорегіону Центрально-Тихоокеанських прибережних лісів, який простягається вздовж узбережжя Британської Колумбії, Вашингтону та Орегону. В горах у внутрішніх районах Каліфорнії прибережні ліси Північної Каліфорнії переходять у ліси Кламату та Сіскію та у чапараль і рідколісся внутрішніх районів Каліфорнії.

## Клімат
В межах екорегіону домінує середземноморський клімат (Csb за класифікацією кліматів Кеппена), який характеризується теплим, сухим, сонячним літом та м'якою, вологою, хмарною зимою. Температура протягом року тут переважно коливається від 4 °C до 20 °C. Як правило, океанічне узбережжя більш прохолодне, а у внутрішніх районах температури дещо вищі. Середньорічна кількість опадів в екорегіоні коливається від 700 до 2500 мм, зменшуючись з півночі на південь. Взимку до екорегіону приходять сильні шторми, а влітку — тумани.
Особливо важливою складовою клімату екорегіону є густі тумани, які особливо часто спостерігаються у теплі періоди року. У цей час з океану надходить волога, що конденсується на поверхні листя у кронах дерев. Краплі води, що стікають з лісового намету, є важливим джерелом вологи влітку, коли опадів випадає мало. Вони дозволяють секвоям та іншим рослинам пережити літню посуху. У цей період, коли опади практично відсутні, але потреба рослин у воді досягає піку, туман може забезпечити кожному дереву більш ніж 100 мм вологи щодня. За відсутності великих дерев, у кронах яких конденсується туман, надходження води в екосистему може зменшитися на 30 %.
Як і в інших частинах Каліфорнійської флористичної провінції, клімат регіону залишався відносно стабільним протягом тривалого періоду часу, що дозволило зберегтися реліктовим видам. Крім того, пересічений рельєф регіону призводить до утворення численних кліматичних мікрорефугіумів на північних схилах, на дні долин, у стрімких каньйонах, западинах та улоговинах.

## Флора
Основними рослинними угрупованнями екорегіону є помірні дощові ліси, у яких домінують велетенські вічнозелені секвої (Sequoia sempervirens), які є найбільшими деревами на Землі та можуть жити до 2200 років. Деякі вічнозелені секвої можуть досягати висоти 100 м, а найвищим відомим представником цього виду є дерево Гіперіон заввишки 115,7 м, яке росте у Національному парку Редвуд на північному заході Каліфорнії. Ареал вічнозелених секвой здебільшого визначає межі екорегіону прибережних лісів Північної Каліфорнії. Як правило, ці дерева зростають у смузі туманів на відстані 8-56 км від узбережжя, на висоті від 30 до 600 м над рівнем моря. На півночі екорегіону секвоєві ліси переважно зустрічаються на схилах височин, у прибережних зонах та на річкових терасах, а на півдні, де опадів випадає менше, вони приурочені до ущелин та долин, де часто трапляються рясні тумани, поширені алювіальні ґрунти та періодично, раз на 30-60 років, трапляються сильні повені.
Окрім вічнозелених секвой (Sequoia sempervirens) у лісах екорегіону також майже завжди зустрічаються прибережні дуґласії (Pseudotsuga menziesii var. menziesii). На півночі регіону у лісах також зростають сіткійські ялини (Picea sitchensis), західні тсуґи (Tsuga heterophylla) та велетенські туї (Thuja plicata). Серед широколистяних дерев, поширених у лісах регіону, слід передусім відзначити густоцвітий нотолітокарпус (Notholithocarpus densiflorus), який часто виступає в асоціації з секвоями та дуґласіями. Також в секвоєвих лісах зростають каліфорнійські лаври (Umbellularia californica), червоні вільхи (Alnus rubra), американські суничники (Arbutus menziesii) та великолисті клени (Acer macrophyllum). Густа тінь, яку утворюють вічнозелені секвої, призводить до формування рідкого, однак багатого підліску, у якому зустрічаються різноманітні кущі, трави, папороті та гриби. Серед тіньовитривалих кущів і трав, поширених у секвоєвих лісах регіону, слід відзначити дрібноцвіту малину (Rubus parviflorus), орегонську квасеницю (Oxalis oregana), каліфорнійську аралію (Aralia californica), карликовий орегонський барбарис (Berberis nervosa), салал (Gaultheria shallon), а серед папоротей — звичайну ребрівку (Struthiopteris spicant), західний багаторядник (Polystichum munitum) та шкірястолистий багаторядник (Polypodium scouleri).
У районах, де випадає відносно багато опадів, на ділянках, де переважають породи Францисканського комплексу та відповідні ґрунти, поміж секвоєвих лісів зустрічаються мішані вічнозелені ліси. У цих лісах переважають різноманітні хвойні та вічнозелені широколистяні дерева, зокрема прибережні дуґласії (Pseudotsuga menziesii var. menziesii), каньйонові дуби (Quercus chrysolepis), густоцвіті нотолітокарпуси (Notholithocarpus densiflorus), американські суничники (Arbutus menziesii), каліфорнійські лаври (Umbellularia californica) та золотисті чінквапіни (Chrysolepis chrysophylla). У густому та різноманітному підліску мішаних лісів зустрічаються кущі рогатої ліщини (Corylus cornuta), вічнозеленої гекльберрі (Vaccinium ovatum), тихоокеанського рододендрону (Rhododendron macrophyllum), салалу (Gaultheria shallon) та карликового орегонського барбарису (Berberis nervosa), а також дуби Седлера (Quercus sadleriana) та здерев'янілі ліани тихоокеанського отруйного плюща (Toxicodendron diversilobum).
У поясі прибережних туманів поширені чагарникові зарості приморського чапаралю. Їх основу складають різноманітні чагарники, зокрема ендемічні види мучниці (Arctostaphylos spp.) та червонокорінника (Ceanothus spp.). Серед поширених в екорегіонів видів мучниць слід відзначити повстисту мучницю (Arctostaphylos tomentosa), блискучолисту мучницю (Arctostaphylos nummularia), мучницю Хукера (Arctostaphylos hookeri), пахарську мучницю (Arctostaphylos pajaroensis), монтарську мучницю (Arctostaphylos montaraensis), а також гаскетську мучницю (Arctostaphylos hispidula), що зустріється на півдні Орегону, а серед червонокорінників — ендемічних червонокорінників Мейсона (Ceanothus masonii), кармельських червонокорінників (Ceanothus griseus) та білих прибережних червонокорінників (Ceanothus verrucosus), а також більш поширеного волохатого червонокорінника (Ceanothus oliganthus). Серед інших дерев та кущів, що зустрічаються в прибережному чапаралі, слід відзначити каліфорнійський шаміз (Adenostoma fasciculatum), каліфорнійську гречку (Eriogonum fasciculatum), каліфорнійську чорну шавлію (Salvia mellifera), каліфорнійську крушину (Frangula californica), колючий жостір (Rhamnus crocea) та каліфорнійський вічнозелений дуб (Quercus agrifolia).
По всьому екорегіону, як правило, поруч із заростями приморського чапаралю, зустрічаються ділянки хвойних рідколісь. Їх основу складають різні види сосен (Pinus spp.), зокрема скручені сосни (Pinus contorta), єпископські сосни (Pinus muricata), монтерейські сосни (Pinus radiata) та вузлуваті сосни (Pinus attenuata), а також деякі ендемічні види американських кипарисів (Hesperocyparis spp.), зокрема мендосінські кипариси (Hesperocyparis pygmaea), монтерейські кипариси (Hesperocyparis macrocarpa), каліфорнійські кипариси (Hesperocyparis goveniana) та санта-круські кипариси (Hesperocyparis abramsiana). Через особливості ґрунту ці дерева часто набувають карликової форми. Вони характеризуються закритими шишками, які розкриваються та випускають насіння при високій температурі. У своєму розмноженні ці види покладаються на регулярні, однак нечасті пожежі. У підліску сосново-кипарисових рідколісь зустрічаються чагарники блискучолистої мучниці (Arctostaphylos nummularia), колумбійського рододендрону (Rhododendron columbianum), тихоокеанського рододендрону (Rhododendron macrophyllum), вічнозеленої гекльберрі (Vaccinium ovatum), салалу (Gaultheria shallon) та каліфорнійської мірики (Myrica californica), а також різноманітні лишайники та мохи, поширені у великій кількості.
На висоті до 300 м над рівнем моря, на морських терасах або вершинах невисоких гір поширені прибережні прерії. Тут зустрічаються різноманітні злаки, зокрема каліфорнійський стоколос (Bromus carinatus), тихоокеанський куничник (Calamagrostis nutkaensis), каліфорнійська дантонія (Danthonia californica), червона костриця (Festuca rubra), айдахська костриця (Festuca idahoensis), дернистий щучник (Deschampsia cespitosa), великоцвітий кипець (Koeleria macrantha), сивуватий трищетинник (Trisetum canescens) та різні види мітлиці (Agrostis spp.), а також різнотрав'я, яке включає півники Дугласа (Iris douglasiana), каліфорнійські синьоочки (Sisyrinchium bellum), шостку ґринделію (Grindelia hirsutula) та весняний підлісник (Sanicula arctopoides). Історично ці прерії підтримувалися регулярними пожежами. У районах, де природний режим пожеж було змінено, спостерігається вторгнення прибережних чагарників.
Прибережні чагарникові зарості зустрічаються на урвистих узбережжях, терасах, дюнах і прибережних пагорбах, які часто піддаються впливу вітру та морського туману, на висоті до 460 м над рівнем моря. Основу заростей складають вічнозелені склерофільні кущі з дрібним листям. Тут зустрічаються чагарники койотського бакхарісу (Baccharis pilularis), деревного люпину (Lupinus arboreus), синьоцвітого червонокорінника (Ceanothus thyrsiflorus), приморського шорсткого соняшнику (Eriophyllum staechadifolium), оранжевого мавпоцвіта (Diplacus aurantiacus), ведмежої ожини (Rubus ursinus), дрібноцвітої малини (Rubus parviflorus),  прекрасної малини (Rubus spectabilis), каліфорнійської крушини (Frangula californica), різноцвітого голодискуса (Holodiscus discolor), салалу (Gaultheria shallon) та велетенського борщівника (Heracleum maximum), здерев'янілі ліани тихоокеанського отруйного плюща (Toxicodendron diversilobum) та папороті західного багаторядника (Polystichum munitum). За відсутності пожеж прибережні луки замінюються прибережними чагарниками, а самі прибережні чагарники замінюються мішаними вічнозеленими лісами.
Уздовж річок, що стікають з гір регіону до Тихого океану, зустрічається мозаїка прирічкових лісів та відкритих чагарників. Видовий склад цих рослинних угруповань змінюється залежно від висоти над рівнем моря, кута нахилу, ширини річкової заплави та режиму затоплень. Серед дерев, що зустрічаються у заплавах річок екорегіону, слід відзначити ромболисту вільху (Alnus rhombifolia), червону вільху (Alnus rubra), ясенелистий клен (Acer negundo), тополю Фремонта (Populus fremontii), червону вербу (Salix laevigata), прибережну дуґласію (Pseudotsuga menziesii var. menziesii), каліфорнійський платан (Platanus racemosa), каліфорнійський вічнозелений дуб (Quercus agrifolia) та великолистий клен (Acer macrophyllum), а серед чагарників — койотську вербу (Salix exigua) та арройську вербу (Salix lasiolepis).
Серед інших рослинних угруповань, що зустрічаються в екорегіоні, слід відзначити рідколісся каліфорнійських вічнозелених дубів (Quercus agrifolia). Їх щільність варіюється від густих лісів до відкритих дубових саван. У підліску каліфорнійських вічнозелених дубів зростають чагарники ведмежої ожини (Rubus ursinus), повзучого сніжноягідника (Symphoricarpos mollis) та каліфорнійського тойона (Heteromeles arbutifolia), а також ліани тихоокеанського отруйного плюща (Toxicodendron diversilobum).
Одними з найрідкісніших типів лісів екорегіону є рідколісся жовтої сосни (Pinus ponderosa), які зустрічаються в горах Санта-Крус на півдні півострова Сан-Франциско, у районах, де переважають піщані ґрунти. Окрім жовтих сосен, у цих рідколіссях також зростають вузлуваті сосни (Pinus attenuata) та ендемічні санта-круські кипариси (Hesperocyparis abramsiana). 

## Фауна

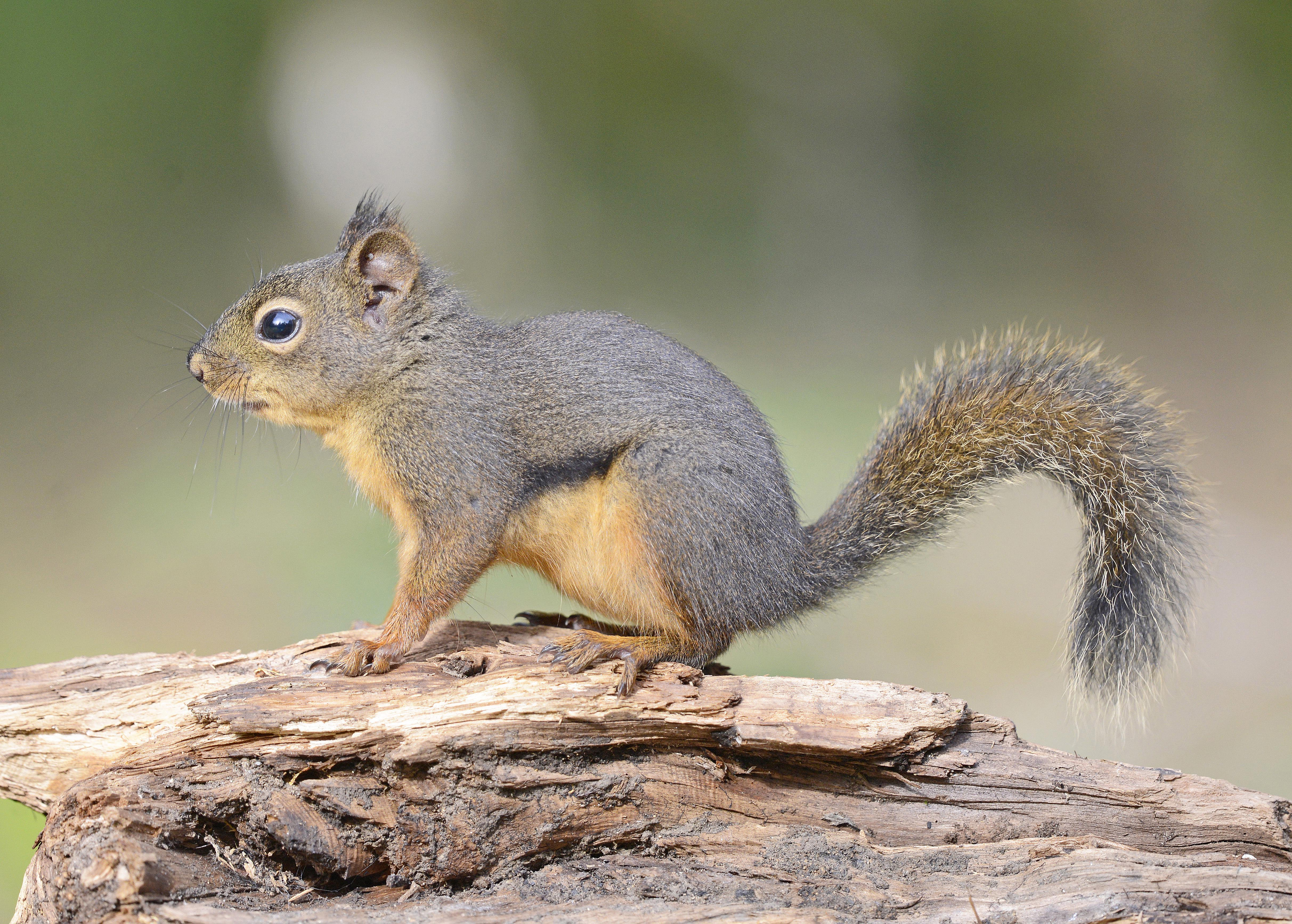
Вивірка Дугласа (Tamiasciurus douglasii)

Каліфорнійський морський лев (Zalophus californianus)

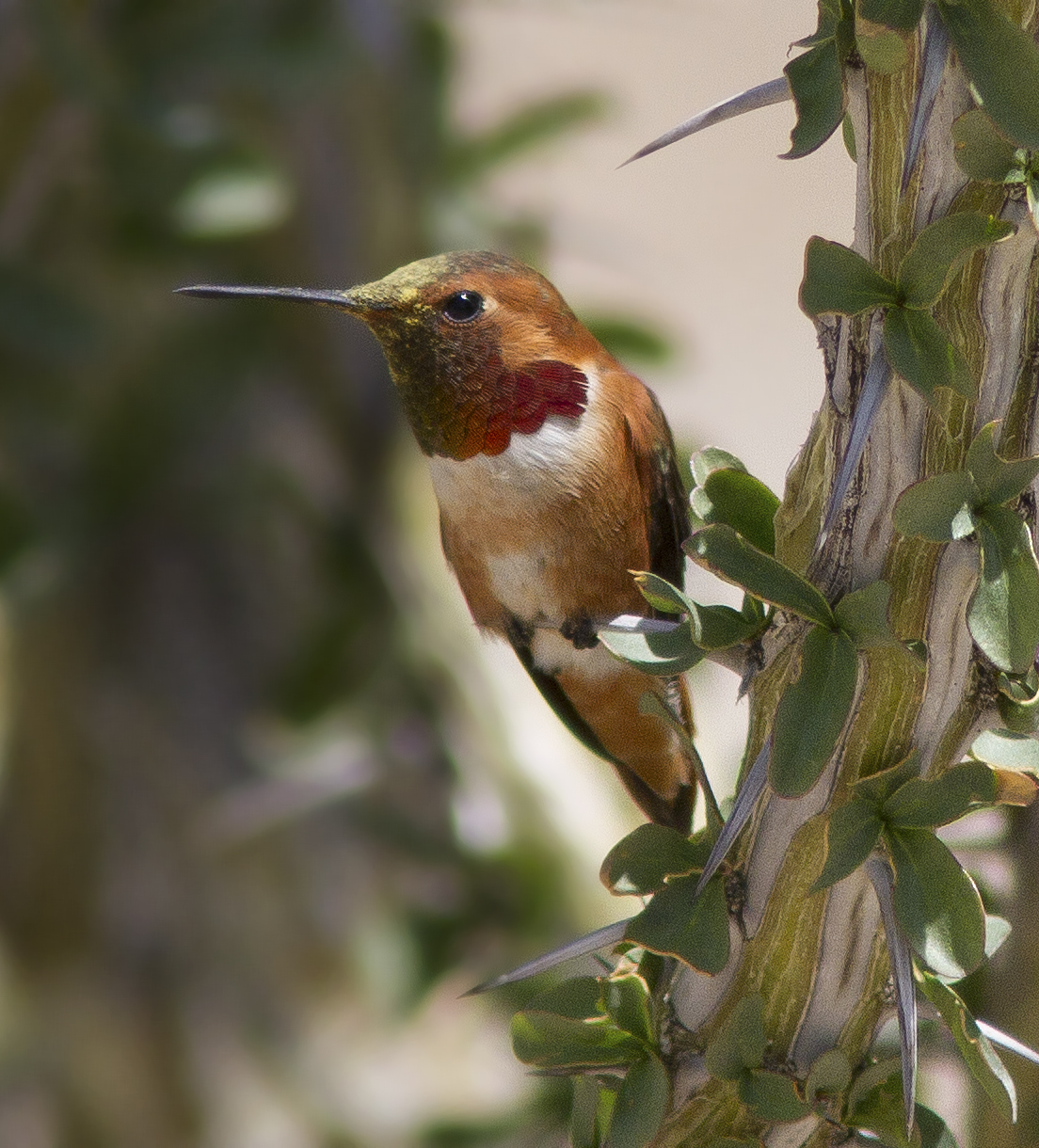
Каліфорнійський колібрі-крихітка (Selasphorus sasin)

Серед поширених в екорегіоні ссавців слід відзначити колумбійського чорнохвостого оленя (Odocoileus hemionus columbianus), вапіті (Cervus canadensis), великовухого зайця (Lepus californicus), каліфорнійського кролика (Sylvilagus bachmani), гірську аплодонтію (Aplodontia rufa), західну сіру вивірку (Sciurus griseus), вивірку Дугласа (Tamiasciurus douglasii), літягу Гумбольдта (Glaucomys oregonensis), канадського голкошерста (Erethizon dorsatum), каліфорнійського ховраха (Otospermophilus beecheyi), гоферчика Ботти (Thomomys bottae), пишнохвостого лісового хом'яка (Neotoma cinerea), темноногого лісового хом'яка (Neotoma fuscipes), тихоокеанську заподу (Zapus trinotatus), майже ендемічного вузькомордого кенгурового стрибуна (Dipodomys venustus), майже ендемічну сономську деревну полівку (Arborimus pomo), каліфорнійську полівку (Microtus californicus), бродячу мідицю (Sorex vagrans) та американського землерийкового крота (Neurotrichus gibbsii). Ендеміками екорегіону є жовтощокі бурундуки (Neotamias ochrogenys).
На берегах річок зустрічаються канадські бобри (Castor canadensis), канадські видри (Lontra canadensis), річкові візони (Neogale vison) та болотяні ондатри (Ondatra zibethicus). Серед великих хижаків, поширених в регіоні, слід відзначити олімпійського барибала (Ursus americanus altifrontalis), північноамериканську пуму (Puma concolor couguar) та руду рись (Lynx rufus), а серед дрібніших хижих ссавців — койота (Canis latrans), звичайну лисицю (Vulpes vulpes), ільку (Pekania pennanti), куницю Гумбольдта (Martes caurina humboldtensis), американського горностая (Mustela richardsonii), довгохвосту ласицю (Neogale frenata), смугастого скунса (Mephitis mephitis), західного плямистого скунса (Spilogale gracilis), американського борсука (Taxidea taxus), північноамериканську котофредку (Bassariscus astutus) та звичайного ракуна (Procyon lotor).
На островах Фараллон, розташованих за 48 км на захід від протоки Золоті Ворота, яка є входом до затоки Сан-Франциско, є великі лежбища численних морських ссавців — тихоокеанських звичайних тюленів (Phoca vitulina richardsi), каліфорнійських морських левів (Zalophus californianus), північних морських слонів (Mirounga angustirostris), сивучів (Eumetopias jubatus) та північних морських котиків (Callorhinus ursinus). Серед інших морських ссавців, що зустрічаються поблизу скелястих берегів Північної Каліфорнії, слід відзначити морського калана (Enhydra lutris), сірого кита (Eschrichtius robustus), синього кита (Balaenoptera musculus) та горбатого кита (Megaptera novaeangliae). 
Серед поширених в екорегіоні птахів слід відзначити американського орябка (Bonasa umbellus), гірського тетерука (Dendragapus fuliginosus), каліфорнійську перепелицю (Callipepla californica), каліфорнійського голуба (Patagioenas fasciata), білоголового орлана (Haliaeetus leucocephalus), чорноголового яструба (Accipiter cooperii), віргінського пугача (Bubo virginianus), плямисту сову (Strix occidentalis), каліфорнійського сичика-горобця (Glaucidium californicum), західну сплюшку (Megascops kennicottii), каліфорнійського колібрі-крихітку (Selasphorus sasin), рубіновоголову каліпту (Calypte anna), пухнастого дятла (Dryobates pubescens), червоноголового дятла-смоктуна (Sphyrapicus ruber), чорноволу гілу (Melanerpes formicivorus), каліфорнійську сойку (Aphelocoma californica), чорноголову сизойку (Cyanocitta stelleri), канадського повзика (Sitta canadensis), кордильєрського волоочка (Troglodytes pacificus), американську тимелію (Chamaea fasciata), рудоспинну гаїчку (Poecile rufescens), зеленоспинного віреона (Vireo cassinii), рудобрового квічаля (Ixoreus naevius), оливкового червоїда (Leiothlypis celata), біловусого пісняра-лісовика (Setophaga nigrescens), західного пісняра-лісовика (Setophaga townsendi), жовтоголового пісняра-лісовика (Setophaga occidentalis), чорного феба (Sayornis nigricans), західного піві-малюка (Empidonax difficilis), рябогруду вівсянку (Passerella iliaca), ялинового шишкаря (Loxia curvirostra), плямистого тауї (Pipilo maculatus), каліфорнійського тауї (Melozone crissalis), чорнобрового бруанта (Zonotrichia atricapilla) та жовтогузу пірангу (Piranga ludoviciana). Раніше в горах екорегіону зустрічалися каліфорнійські кондори (Gymnogyps californianus), однак наразі вони в регіоні вимерли.
На скелястих островах Фараллон утворюють гніздові колонії понад 250 000 морських птахів, що належать до 12 видів. Зокрема, тут розташовані найбільші у світі колонії західних мартинів (Larus occidentalis) та майже ендемічних фаралонських качурок (Oceanodroma homochroa), що перебувають під загрозою зникнення. Серед інших морських птахів, що гніздяться на цьому невеликому архіпелазі, слід відзначити синьогорлого баклана (Urile penicillatus), берингійського баклана (Urile pelagicus), вухатого баклана (Nannopterum auritum), тихоокеанського чистуна (Cepphus columba), тонкодзьобу кайру (Uria aalge), алеутського пижика (Ptychoramphus aleuticus), топорика (Fratercula cirrhata), чорного кулика-сороку (Haematopus bachmani) та північну качурку (Hydrobates leucorhous). Після оголошення архіпелагу природним заповідником на островах знову почали гніздитися дзьобороги (Cerorhinca monocerata). Натомість рідкісні довгодзьобі пижики (Brachyramphus marmoratus) гніздяться не на скелястих острівцях та узбережжях, а на деревах у зрілих секвоєвих лісах.
Серед поширених в екорегіоні плазунів слід відзначити західну парканну ігуану (Sceloporus occidentalis), північну крокодилову ящірку (Elgaria coerulea), західного сцинка (Plestiodon skiltonianus), струнку підв'язкову змію (Thamnophis elegans) та тихоокеанську гоферову змію (Pituophis catenifer). Також тут зустрічається низка видів земноводних, зокрема прибережні хвостаті жаби (Ascaphus truei) та велетенські каліфорнійські саламандри (Dicamptodon ensatus). Ендеміками екорегіону є червоночереві тритони (Taricha rivularis) та санта-круські чорні саламандри (Aneides niger) У річках та струмках регіону нерестяться райдужні форелі (Oncorhynchus mykiss) та кижучі (Oncorhynchus kisutch). Серед поширених в регіоні безхребетних слід відзначити надзвичайного яскраво-жовтого тихоокеанського бананового слимака (Ariolimax columbianus), а також безліч ендемічних жуків, косариків, павуків, багатоніжок та прісноводних двостулкових молюсків, які є спеціалістами з секвоєвих пралісів та мають дуже обмежений ареал.

## Екорегіони IV рівня

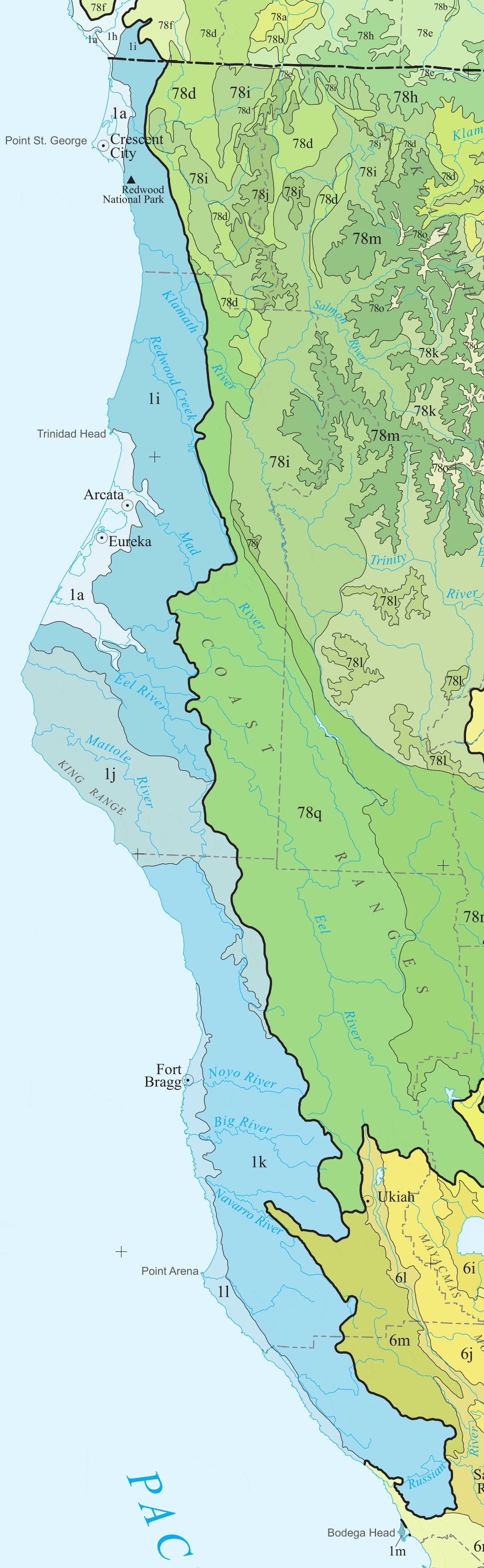
Мапа екорегіонів IV рівня (Північна Каліфорнія)

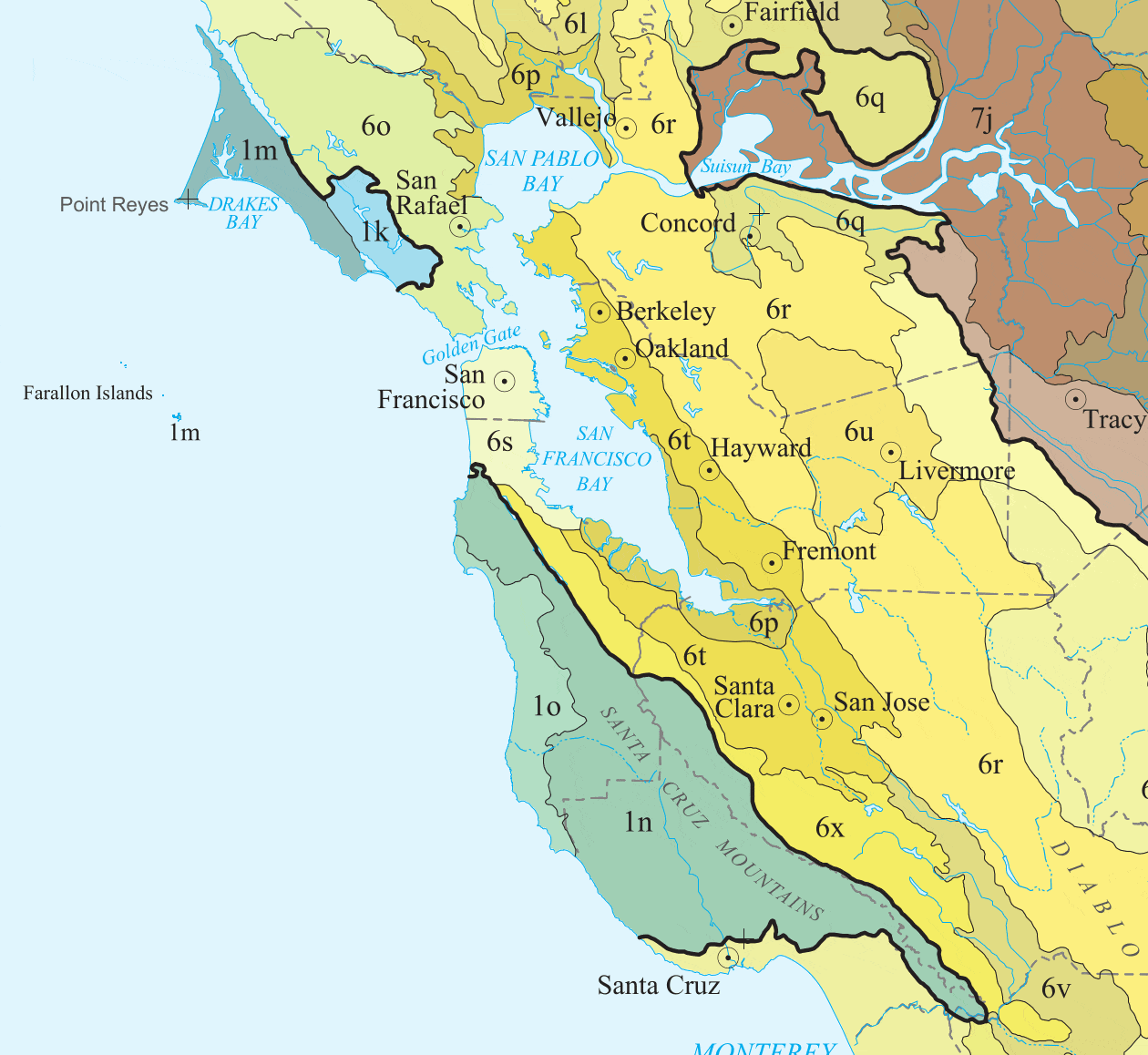
Мапа екорегіонів IV рівня (район затоки Сан-Франциско)

У схемі екорегіонів Агенції з охорони довкілля США Прибережні ліси Північної Каліфорнії є частиною екорегіону III рівня «Береговий хребет». Цей екорегіон також включає узбережжя Вашингтону та Орегону, яке є частиною екорегіону Центрально-Тихоокеанських прибережних лісів, визначеного Всесвітнім фондом дикої природи (WWF)
У межах екорегіону прибережних лісів Північної Каліфорнії виділяють вісім екорегіонів рівня IV: прибережні низовини, північні францисканські секвоєві ліси, Королівський хребет та басейн Маттоле, прибережні францисканські секвоєві ліси, тераси Форт-Брегга та Форт-Росса, півострів Пойнт-Реєс та острови Фараллон, гори Санта-Крус та прибережні пагорби Сан-Матео.

### Прибережні низовини (1a)
Регіон прибережних низовин охоплює території навколо міст Кресент-Сіті, Юрика та Арката в Каліфорнії, а також невелику прибережну смугу на крайньому південному заході Орегону. Він включає пляжі, піщані дюни та коси, низькі морські тераси, розташовані на висоті до 125 м над рівнем моря, неглибокі прісноводні озера, звивисті чорноводні річки, естуарії та болота.
У зрілих лісах, поширених на прибережних низовинах, домінують сіткійські ялини (Picea sitchensis), західні тсуґи (Tsuga heterophylla) та прибережні дуґласії (Pseudotsuga menziesii var. menziesii) та каліфорнійські лаври (Umbellularia californica). В їх підліску переважають чагарники салалу (Gaultheria shallon) та падуболистого барбарису (Berberis aquifolium), круглолисті клени (Acer circinatum) та західні багаторядники (Polystichum munitum). У прибережній зоні ростуть червоні вільхи (Alnus rubra), велетенські туї (Thuja plicata), великолисті клени (Acer macrophyllum) та чагарники прекрасної малини (Rubus spectabilis). У естуаріях та прибережних водно-болотних угіддях зустрічаються балтійські ситники (Juncus balticus), прихованоплідні осоки (Carex lyngbyei), дернисті щучники (Deschampsia cespitosa), тихоокеанські срібноцвіти (Argentina pacifica) та морські тризубці (Triglochin maritima), а також скручені сосни (Pinus contorta), дюнні верби (Salix hookeriana) та кущі звичайної мірики (Myrica gale). На стабілізованих дюнах ростуть скручені сосни (Pinus contorta), чагарники рододендронів (Rhododendron spp.) та вічнозелених гекльберрі (Vaccinium ovatum), а також дюнні колосняки (Leymus mollis), приморська мітлиця (Agrostis pallens) та чилійські суниці (Fragaria chiloensis).

### Північні францисканські секвоєві ліси (1i)
Регіон північних францисканських секвоєвих лісів, названий на честь гірських порід Францисканського комплексу, які переважають на цій території, простягається від околиць Брукінгса на крайньому південному сході Орегону на південь до середньої течії річки Їл в Каліфорнії. Тут переважають дрібносуглинисті червоноземи та сірі лісові ґрунти.
Невисокі гори, що входять до цього регіону, повністю лежать у зоні прибережних туманів. Тут переважають ліси, основу яких складають вічнозелені секвої (Sequoia sempervirens) та прибережні дуґласії (Pseudotsuga menziesii var. menziesii). Історично суцільні секвоєві ліси пом'якшували місцевий клімат, конденсуючи вологу з прибережних туманів і створюючи тінь. Поєднання тіні, конкуренції коренів, молодих ґрунтів із глибоким шаром органічних решток на поверхні ґрунту, випадкових пожеж та замулення внаслідок періодичних повеней обмежує кількість видів рослин, що зустрічаються у секвоєвих лісах. За деякими факторами ліси регіону більш подібні до помірних дощових лісів Орегонського та Вашингтонського узбережжя, ніж до інших секвоєвих лісів, поширених південніше. Серед хвойних дерев, що зустрічаються у секвоєвих лісах регіону, слід відзначити західну тсуґу (Tsuga heterophylla), велетенську тую (Thuja plicata), порт-оксфордський кипарисовик (Chamaecyparis lawsoniana), велетенську ялицю (Abies grandis), а також сіткійську ялину (Picea sitchensis), які зустрічаються у деяких прибережних районах. Серед поширених в регіоні широколистяних дерев слід відзначити червону вільху (Alnus rubra) та густоцвітий нотолітокарпус (Notholithocarpus densiflorus).

### Королівський хребет та басейн Маттоле (1j)
На відміну від регіонів на півночі та півдні, у яких домінують секвоєві ліси, рослинний покрив регіону Королівського хребта та басейну Маттоле представлений переважно мішаними вічнозеленими лісами, у яких домінують прибережні дуґласії (Pseudotsuga menziesii var. menziesii), густоцвіті нотолітокарпуси (Notholithocarpus densiflorus) та американські суничники (Arbutus menziesii), які перемежовуються ділянками луків. На мисах та океанічних узбережжях поширені прибережні прерії та чагарники. Хоча територія екорегіону є одним з найвологіших місць у Каліфорнії, гори Королівського хребта підіймаються вище поясу прибережних туманів. Влітку теплі, сухі морські вітри також допомагають уникнути туману, через що Королівський хребет є занадто посушливим, щоб підтримувати секвоєві ліси, які оточують його з трьох сторін. Цей гірський хребет підіймається на 1200 м над Тихим океаном, що робить цю територію однією з найбільш вражаючих та віддалених ділянок берегової лінії в континентальній частині США. У північній частині регіону протікають Ведмежа річка та річка Маттоле. На стрімких пагорбах, що лежать у басейнах цих річок, переважають мішані вічнозелені ліси. Тут зустрічається більше однорічних луків, ніж в регіоні 1i на півночі або 1k на півдні. Основними формами землекористування в регіоні є лісове господарство, випас худоби та рекреаційна діяльність.

### Прибережні францисканські секвоєві ліси (1k)
Регіон прибережних францисканських секвоєвих лісів переважно простягається від південного краю Королівського хребта в окрузі Мендосіно на південь до лівого берега річки Рашен в окрузі Сонома. На відміну від північних секвоєвих лісів (1i), центральні секвоєві ліси зазвичай є мішаними та включають як хвойні, так і широколистяні дерева. Тут зустрічаються вічнозелені секвої (Sequoia sempervirens), які утворюють багатошаровий лісовий намет, а також прибережні дуґласії (Pseudotsuga menziesii var. menziesii), густоцвіті нотолітокарпуси (Notholithocarpus densiflorus) та великолисті клени (Acer macrophyllum). У підліску переважають різноманітні вічнозелені чагарники та трав'янисті рослини. На півдні регіону частіше зустрічаються рідколісся каліфорнійських вічнозелених дубів (Quercus agrifolia) та відкриті дубові савани, які перемежовуються ділянками більш густих лісів. У прибережній частині регіону, яка перебуває під сильним впливом туманів, зустрічається більше секвой. Тут рослинний покрив подібний до регіону 1i на півночі. Річки, що протікають через територію регіону, мають швидкий стік. Багато невеликих струмків пересихають наприкінці року. Природні озера відсутні.
Невелика віддалена ділянка регіону розташована в окрузі Марін, на південь від основної частини регіону. Вона охоплює вкриті хвойними та листяними лісами гори Тамалпаїс та Болінас, які підіймаються на висоту до 790 м над рівнем моря. Рельєф цієї ділянки більш стрімкий, ніж рельєф сусіднього регіону приморських пагорбів (6o). Рослинний покрив тут представлений лісами, у яких ростуть різні хвойні та широколистяні дерева, зокрема прибережні дуґласії (Pseudotsuga menziesii var. menziesii), вічнозелені секвої (Sequoia sempervirens), густоцвіті нотолітокарпуси (Notholithocarpus densiflorus), американські суничники (Arbutus menziesii), каліфорнійські лаври (Umbellularia californica) та каліфорнійські вічнозелені дуби (Quercus agrifolia). у горах Тамалпаїс та Болінас повітря підіймається вгору стрімкими схилами та конденсує вологу, що дозволяє підтримувати густі секвоєво-дуґласієві ліси. У деяких районах, розташованих на більш сухих схилах, або там, де переважають неглибокі ґрунти, поширені прибережні луки та чагарники приморського чапаралю.

### Тераси Форт-Брегга та Форт-Росса (1l)
Регіон терас Форт-Брегга та Форт-Росса, названий на честь однойменних поселень, що були засновані у цій місцевості, охоплює піднесені прибережні рівнини, які лежать на висоті до 400 м над рівнем моря. Висота регіону є нижчою за висоту прилеглих гір, що входять до регіону 1k. Основу морських терас регіону складають четвертинні та третинні пісковики та аргіліти. У деяких районах ці тераси глибоко розчленовані ярами, що оголюють крейдові осадові породи. Місячні та річні коливання температури в регіоні є мінімальними, а літні тумани є звичайним явищем. Рослинний покрив представлений прибережними луками та чагарниками, а також невисокими рідколіссями, основу яких складають скручені сосни (Pinus contorta), єпископські сосни (Pinus muricata) та ендемічні мендосінські кипариси (Hesperocyparis pygmaea). Подекуди зустрічаються насадження велетенських ялиць (Abies grandis) та західних тсуґу (Tsuga heterophylla). Терасові ґрунти зазвичай непридатні для вічнозелених секвой, хоча вони трапляються в ярах та уривищах.

### Півострів Пойнт-Реєс та острови Фараллон (1m)
Регіон півострова Пойнт-Реєс та островів Фараллон охоплює півострів Пойнт-Реєс, мис Бодега-Хед, а також прибережний архіпелаг Фараллон. Тут панує помірний морський клімат, який характеризується частими туманами. З геологічної точки зору в регіоні переважають пліоценові та міоценові граніти, пісковики та аргіліти, а також четвертинні піски. Більшість водотоків в регіоні — це невеликі струмки, що пересихають наприкінці літа.
Рослинний покрив Пойнт-Реєсу та мису Бодега-Хед представлений лісами, у яких переважають прибережні дуґласії (Pseudotsuga menziesii var. menziesii), густоцвіті нотолітокарпуси (Notholithocarpus densiflorus), єпископські сосни (Pinus muricata) та каліфорнійські вічнозелені дуби (Quercus agrifolia). В їх підліску переважають тихоокеанські куничники (Calamagrostis nutkaensis) та чагарники койотського бакхарісу (Baccharis pilularis). Подекуди тут зустрічаються поодинокі вічнозелені секвої (Sequoia sempervirens). Фараллонські острови, розташовані на південний захід від півострова Пойнт-Реєс, є групою невеликих гранітних островів, які забезпечують важливе середовище існування для морських птахів та ссавців.

### Гори Санта-Крус (1n)
Регіон гір Санта-Крус охоплює західну та південно-західну частини гір Санта-Крус, розташованих на півострові Сан-Франциско. Клімат регіону змінюється із заходу на схід, оскільки високі гірські хребти блокують проникнення океанічних повітряних мас. Зими тут прохолодні та вологі. Літо на заході регіону прохолодне, з частими туманами та невисокими хмарами. Водні потоки, що стікають з північно-східних схилів гір Санта-Крус, як правило, пересихають влітку, однак потоки, що стікають до океану, течуть протягом всього року.
Рослинний покрив регіону представлений лісами, у яких домінують вічнозелені секвої (Sequoia sempervirens), прибережні дуґласії (Pseudotsuga menziesii var. menziesii), густоцвіті нотолітокарпуси (Notholithocarpus densiflorus) та каліфорнійські вічнозелені дуби (Quercus agrifolia), а також прибережними чагарниками та чапаралем. Чагарниковий ярус у лісах переважно розріджений. Подекуди в горах Санта-Крус зустрічаються ендемічні санта-круські кипариси (Hesperocyparis abramsiana) та дуби Шріва (Quercus parvula var. shrevei). Ліси регіону екологічно та генетично відрізняються від лісів, поширених в регіонах 1i та 1k далі на північ. З кінця 1800-х приблизно до 1960-х років в лісах, що ростуть у горах Санта-Крус, відбувалися суцільні вирубки, однак наразі лісозаготівля в регіоні більш вибіркова.

### Прибережні пагорби Сан-Матео (1o)
Регіон прибережних пагорбів Сан-Матео охоплює західне узбережжя округу Сан-Матео на півострові Сан-Франциско, яке лежить на нижчій висоті, ніж сусідні гори Санта-Крус (1n). Тут зустрічаються морські тераси, приморські уступи та невеликі долини. Висота регіону коливається від 0 до 300 м над рівнем моря. З геологічної точки зору в регіоні переважають плейстоценові пісковики та алевроліти, тоді як в горах Санта-Крус до них додаються більш давні осадові породи та деякі вулканічні породи. Літні тумани на узбережжі округу Сан-Матео є звичним явищем, а зими прохолодні та вологі. Рослинний покрив регіону переважно представлений прибережними чагарниками, а не рідколіссями та лісами, як в регіоні 1n.

## Збереження
Територія екорегіону є малонаселеною. Найбільшим містом Північного узбережжя Каліфорнії є Юрика, у якій живуть 26 тисяч людей. Тим не менш, екорегіон значно постраждав від діяльності людини: близько 97 % секвоєвих пралісів були вирубані, як і велика частина мішаних вічнозелених лісів. Найбільші масиви незайманих секвоєвих лісів збереглися на півночі екорегіону, в округах Гумбольдт та Дель-Норте. Основною загрозою для збереження природи регіону є подальша вирубка лісів.
Оцінка 2017 року показала, що 2211 км², або 18 % екорегіону, є заповідними територіями. Природоохоронні території включають: Національний парк Редвуд, Державний парк Редвудс-Дель-Норте-Кост, Державний парк Редвудс імені Джедедаї Сміта та Державний парк Редвудс-Прейрі-Крік, що входять до комплексу парків Редвуд, а також Державний парк Гумбольдт-Редвудс, Природну зону Королівського хребта, Державний ліс Джексон-Демонстрейшн, Державний парк Салт-Пойнт, Національний природний заповідник затоки Гумбольдт, Національне узбережжя Пойнт-Реєс, Державний парк узбережжя Сономи та Національний природний заповідник островів Фараллон. У 1980 році комплекс парків Редвуд був внесений до списку Світової спадщини ЮНЕСКО.